# Augustów-kanaal

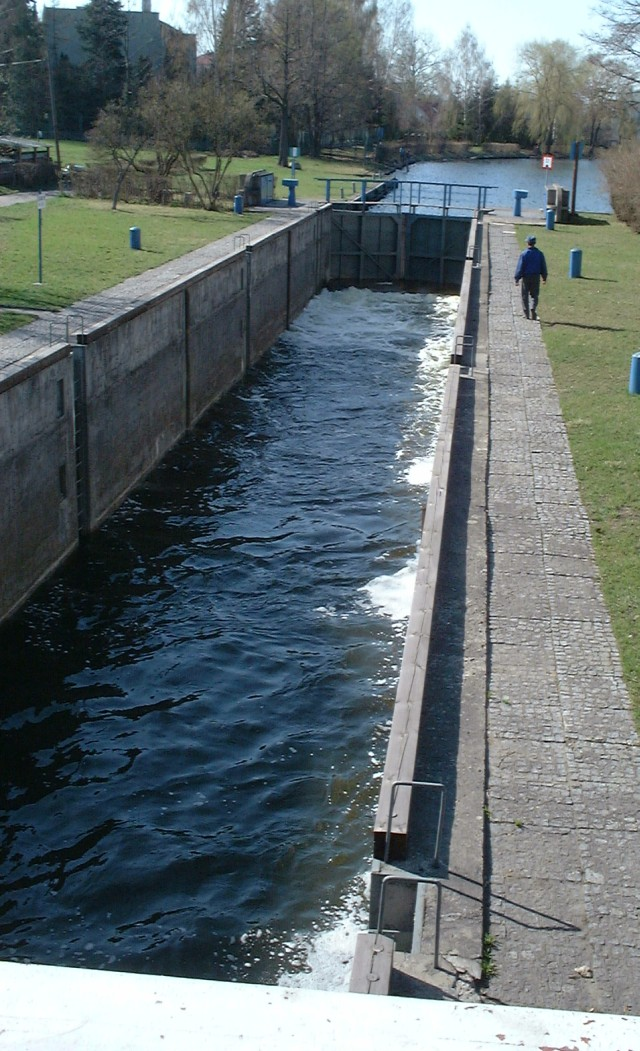
Sluis in het kanaal

Het Augustów-kanaal is een kanaal nabij de stad Augustów in Podlachië, Polen. Het is een uit de 19e eeuw stammende grensoverschrijdende waterweg.
Het kanaal verbindt zeven natuurlijke meren: Necko, Białe, Studzieniczne, Orle, Paniewo, Krzywe en Mikaszewo; en 11 rivieren: Biebrza, Netta, Czarna Hańcza, Klonownica, Plaska (Sucha Rzeczka, Serwianka), Mikaszówka, Perkucia, Szlamica, Wolkuszanka, Ostaszanka en Memel.
Het kanaal loopt van de rivier Biebrza (Wit-Rusland) naar rivier Memel.